# 한대윤
한대윤(1988년 8월 12일~)은 대한민국의 사격 선수이다.